# مسجد جامع الأزهر
مسجد جامع الأزهر (بالإنجليزية: Jamiul Azhar Mosque)‏ هو مسجد يقع في محافظة آن زانج، فيتنام.تأسس في عام 1959. يُزين بالعديد من الخط العربي الإسلامي. وأمام المسجد يوجد أيضًا مقبرة إسلامية.